# Cycloporus australis
Cycloporus australis is een platworm (Platyhelminthes). De worm is tweeslachtig. De soort leeft in het zoute water.
Het geslacht Cycloporus, waarin de platworm wordt geplaatst, wordt tot de familie Euryleptidae gerekend. De wetenschappelijke naam van de soort werd voor het eerst geldig gepubliceerd in 1982 door Prudhoe.